# San Lorenzo del Vallo
San Lorenzo del Vallo es un municipio situado en el territorio de la provincia de Cosenza, en Calabria (Italia).

## Demografía
| Gráfica de evolución demográfica de San Lorenzo del Vallo entre 1861 y 2001 |
|                                                                             |
| fuente ISTAT - elaboración gráfica a cargo de Wikipedia                     |